# Liste der Monuments historiques in Fonbeauzard
Die Liste der Monuments historiques in Fonbeauzard führt die Monuments historiques in der französischen Gemeinde Fonbeauzard auf.

## Liste der Bauwerke
| Bezeichnung | Beschreibung                  | Standort | Kennzeichnung | Schutzstatus | Datum | Bild |
| ----------- | ----------------------------- | -------- | ------------- | ------------ | ----- | ---- |
| Schloss     | Erbaut im 18./19. Jahrhundert | (Lage)   | PA00132668    | Inscrit      | 1994  |      |